# 이토 온천

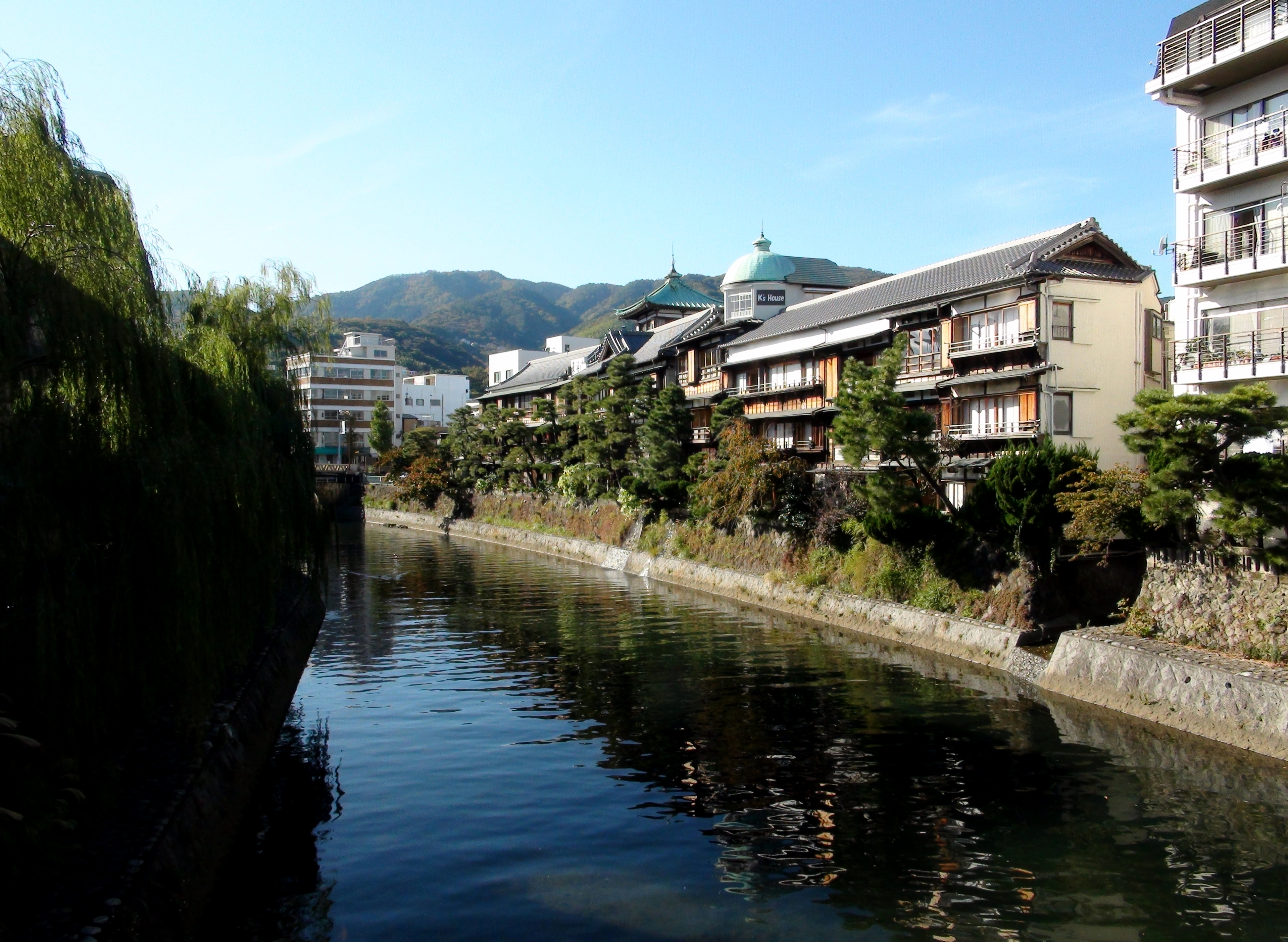

이토 온천(일본어: 伊東温泉)은 시즈오카현 이토시에 위치한 온천이다. 도쿄에서 약 1시간 거리이며, 원천만 780여 곳이 있어 어디를 파나 온천이 나온다고 할 만큼 유량이 풍부하다. 물을 첨가하지 않은 원천수탕이 유명하다.